# VHSIC
VHSIC (англ. Very high speed integrated circuits) — государственная программа США в 1980-х годах, направленная на разработку сверхвысокоскоростных интегральных схем.
Министерство обороны США запустило проект в 1980 году. Результатами проекта были многочисленные наработки в области материалов, литографии, корпусировании, тестировании интегральных схем, алгоритмах их разработки, а также области САПР. Широко известным субпроектом является VHDL, язык описания аппаратуры высокочастотных интегральных схем.